# Hoshi Takeshi
Takeshi Hoshi (sinh ngày 23 tháng 11 năm 1967) là một cầu thủ bóng đá người Nhật Bản.

## Sự nghiệp câu lạc bộ
Takeshi Hoshi đã từng chơi cho Kashiwa Reysol.